# لنسینگ، وست ساسکس
لنسینگ (به انگلیسی: Lancing) یک روستا و محله مدنی در بریتانیا است که در Adur واقع شده‌است. لنسینگ ۱۴٫۱۴ کیلومتر مربع مساحت و ۱۸٬۸۱۰ نفر جمعیت دارد.